# パライーバ・ド・スル川
パライーバ・ド・スル川（パライーバ・ド・スルがわ、Rio Paraíba do Sul）は、ブラジルの南東部にあるパライバ渓谷を流れる河川である。サンパウロ州を流れるパライティンガ川とパライブナ川が合流する地点より、パライーバ・ド・スル川となる。

## 沿岸の都市
- リオデジャネイロ州
  - バーハ・ド・ピライ（Barra do Piraí）
  - バーハ・マンサ（Barra Mansa）
  - カンポス・ドス・ゴイタカゼス（Campos dos Goytacazes）
  - ヴァソウラス（Vassouras）
  - ヴォルタ・ヘドナ（Volta Redonda）
- サンパウロ州
  - アパレシーダ（Aparecida）
  - グアラティンゲタ（Guaratinguetá）
  - サン・ジョゼ・ドス・カンポス
  - タウバテ